# 米尔弗施泰特
米尔弗施泰特是德国图林根州的一个市镇。总面积23.19平方公里，总人口704人，其中男性350人，女性354人（2011年12月31日），人口密度30人/平方公里。